# دوروثيا بارث يورغينسن
دوروثيا بارث يورغينسن (بالسويدية: Dorothea Barth Jörgensen) (من مواليد 6 نوفمبر 1990) عارضة أزياء سويدية عرفت بعد فوزها في مسابقة ايليت موديل لوك السويدية عام 2007. بعدها بعام وقعت مع وكالة ايليت موديل مانجمنت . كما ظهرت في عرض أزياء فيكتوريا سيكريت.

## روابط خارجية
- دوروثيا بارث يورغينسن على موقع IMDb (الإنجليزية)
- دوروثيا بارث يورغينسن على موقع دليل عارضات الأزياء (الإنجليزية)
- دوروثيا بارث يورغينسن في موديلز.كوم